# Fagnano Castello
Fagnano Castello là một thị xã và comune  ở tỉnh Cosenza trong vùng Calabria miền nam nước Ý.
Đô thị Fagnano Castello có diện tích 29 ki lô mét vuông, dân số thời điểm năm 2005 là 4194 người.
Đô thị này có các đơn vị dân cư (frazioni) sau: